# Kungsör (plaats)
Kungsör is de hoofdplaats van de gemeente Kungsör in het landschap Södermanland en de provincie Västmanlands län in Zweden. De plaats heeft 5610 inwoners (2005) en een oppervlakte van 465 hectare. Het is een bosrijk gebied.

## Verkeer en vervoer
Bij de plaats lopen de E20, Riksväg 56 en Länsväg 250.
De plaats heeft een station aan een spoorlijn.

## Geboren in Kungsör
- Carl Gustaf Hellqvist (15 december 1851 - 1890), kunstschilder